# Andrzej Koźmiński

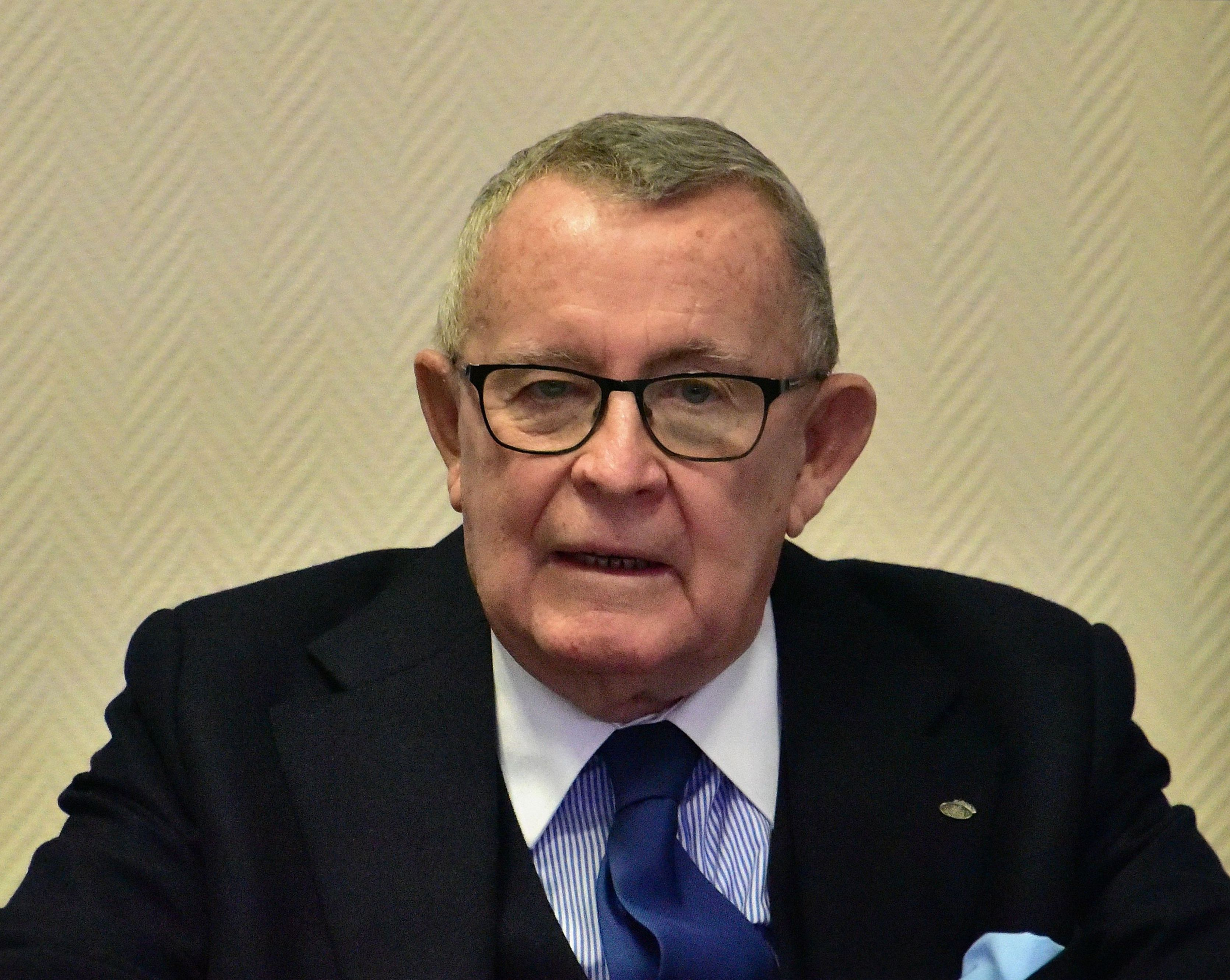
Andrzej K. Koźmiński (2019)

Andrzej Krzysztof Koźmiński (* 1. April 1941 in Warschau) ist ein polnischer Ökonom und Hochschullehrer. Er ist der Gründer der Warschauer Akademia Leona Koźmińskiego und war bis 2011 deren Rektor.

## Leben
Koźmiński schloss 1963 ein Wirtschaftsstudium an der damaligen Szkoła Główna Planowania i Statystyki (SGPiS) und 1964 ein Soziologiestudium an der Universität Warschau ab. 1965 promovierte er an der SGPiS. 1968 habilitierte er sich hier auch. Koźmiński war 1971 Fulbright-Stipendiat an der Carnegie Mellon University und ab 1976 als außerordentlicher Professor an der Universität Warschau tätig. Hier leitete er von 1981 bis 1987 den Lehrstuhl für Management, ab 1983 als ordentlicher Professor.
Im Jahr 1993 gründete er die nach seinem Vater Leon Koźmiński benannte Wyższa Szkoła Przedsiębiorczości i Zarządzania im. Leona Koźmińskiego, die Vorgängerin der 2008 in Leon-Koźmiński-Akademie umbenannten Hochschule, die er bis zum Jahr 2011 als Rektor leitete und deren Präsident er heute ist. Von 1995 bis 2001 war er außerdem in der Geschäftsleitung der European Foundation for Management Development tätig. Von 1995 bis 2006 diente er als Mitglied im Sozialwirtschaftlichen Komitee des polnischen Ministerpräsidenten. Im Januar 2010 wurde er in den neu gegründeten Nationalen Entwicklungsrat des polnischen Präsidenten berufen.
Als Gastprofessor war Koźmiński an der University of California in Los Angeles, der Washington University und der Central Connecticut State University tätig. Seit 2006 ist er Mitglied des Beratergremiums der École supérieure de commerce de Rouen. Er ist außerdem ein Mitglied der Polnischen Akademie der Wissenschaften und nimmt die Funktion des Aufsichtsratsvorsitzenden der Telekomunikacja Polska S.A. wahr.
Koźmiński ist Träger verschiedener hoher Orden und Auszeichnungen, so mehrerer Stufen des Polonia Restituta. Er war bis 1998 Mitglied der Jury der Galeria Chwały Polskiej Ekonomii.